# 岡部町 (靜岡縣)
岡部町（日语：／ Okabe chō */?）為位于静岡縣西部的町，處靜岡市和藤枝市之間。已於2009年1月1日併入藤枝市。

## 歷史

### 年表
- 1889年4月1日：實施町村制，岡部町成立。
- 1955年3月31日：岡部町與朝比奈村合併為新設置的岡部町。
- 2009年1月1日：被併入藤枝市。

## 外部連結
- 岡部町